# Polana tuberana
Polana tuberana är en insektsart som beskrevs av Delong och Foster 1982. Polana tuberana ingår i släktet Polana och familjen dvärgstritar. Inga underarter finns listade i Catalogue of Life.